# Dan Laustsen

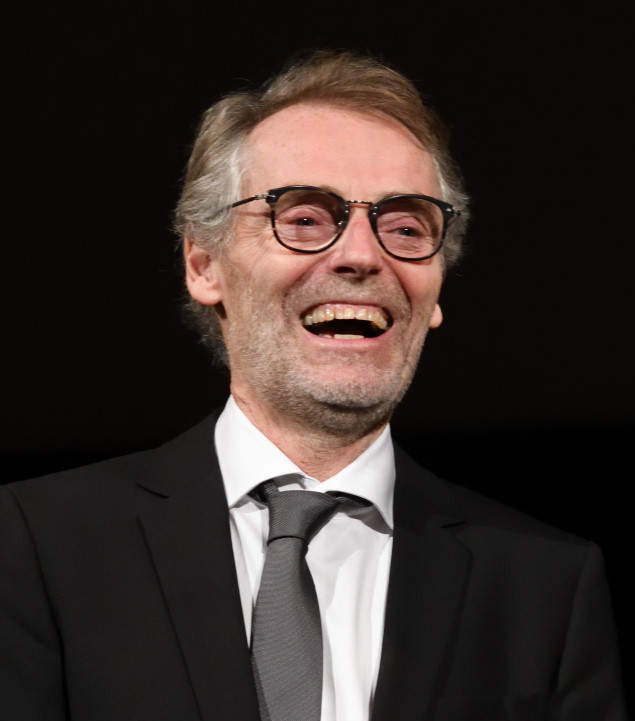
Dan Laustsen (2017)

Dan Laustsen (* 15. Juni 1954 in Aalborg) ist ein dänischer Kameramann.

## Leben
Dan Laustsen studierte, nachdem er ein Fotografenpraktikum absolvierte, von 1976 bis 1979 an der dänischen Filmhochschule Den Danske Filmskole. Sein Abschlussfilm war das noch im selben Jahr veröffentlichte und von Anette Mari Olsen inszenierte Drama Laß uns zuerst tanzen. Seitdem drehte er Werbe-, Dokumentar- und Spielfilme wie Pakt der Wölfe, Silent Hill und Solomon Kane. 2007 wurde er mit dem Erik Ballings Reisestipendium für sein Verdienst um den dänischen Film ausgezeichnet, das ein Preisgeld von 50.000 Kronen beinhaltet.
Insgesamt wurde er bisher neun Mal in der Kategorie der Besten Kamera für den dänischen Filmpreis Robert nominiert, wobei er mit seinen fünf Auszeichnungen für seine Arbeiten an Schrei des Dornenvogels, Emmas Schatten, Valby – Das Geheimnis im Moor, Dina – Meine Geschichte und Bedingungslos Rekordpreisträger ist.
2017 wurde er in die Academy of Motion Picture Arts and Sciences (AMPAS) aufgenommen, die jährlich die Oscars vergibt.

## Filmografie (Auswahl)
- 1979: Laß uns zuerst tanzen (Skal vi danse først?)
- 1981: Gummitarzan (Gummi-Tarzan)
- 1983: Otto ist ein Nashorn (Otto er et næsehorn)
- 1983: Schrei des Dornenvogels (Isfugle)
- 1984: Haus der Dunkelheit (Min farmors hus)
- 1988: Emmas Schatten (Skyggen af Emma)
- 1988: Goldregen (Guldregn)
- 1989: Valby – Das Geheimnis im Moor (Miraklet i Valby)
- 1991: Die Jungen von St. Petri (Drengene fra Sankt Petri)
- 1994: Nightwatch – Nachtwache (Nattevagten)
- 1997: Freeze – Alptraum Nachtwache (Nightwatch)
- 1997: Mimic – Angriff der Killerinsekten (Mimic)
- 1999: Deep Water – Im Sog der Angst (Dybt vand)
- 1999: Luckys große Abenteuer (Running Free)
- 2001: Pakt der Wölfe (Le Pacte des Loups)
- 2002: Dina – Meine Geschichte (Jeg Er Dina)
- 2003: Der Fluch von Darkness Falls (Darkness Falls)
- 2003: Die Liga der außergewöhnlichen Gentlemen (The League of Extraordinary Gentlemen)
- 2005: Nomad – The Warrior (Nomad)
- 2006: Silent Hill
- 2007: Alien Teacher (Vikaren)
- 2007: Bedingungslos (Kærlighed på film)
- 2007: Der eisige Tod (Wind Chill)
- 2009: Solomon Kane
- 2009: Deliver Us From Evil (Fri os fra det onde)
- 2011: Simon (Simon och ekarna)
- 2012: Possession – Das Dunkle in dir (The Possession)
- 2012: Zaytoun – Geborene Feinde, echte Freunde (Zaytoun)
- 2014: 1864 (Fernsehserie)
- 2015: Crimson Peak
- 2017: John Wick: Kapitel 2 (John Wick: Chapter 2)
- 2017: Small Town Killers (Dræberne fra Nibe)
- 2017: Shape of Water – Das Flüstern des Wassers (The Shape of Water)
- 2019: John Wick: Kapitel 3 (John Wick: Chapter 3 – Parabellum)
- 2021: Nightmare Alley
- 2023: John Wick: Kapitel 4 (John Wick: Chapter 4)
- 2023: Die Farbe Lila (The Color Purple)
- 2025: The Gorge